# Línea 46 (Dbus)
La línea 46 de Dbus une el barrio de San Antonio con el barrio de Morlans, pasando por el centro. Entró en servicio el 26 de marzo de 2018. En un principio se previó inaugurarla en 2017, pero con los sobrecostes a causa del cierre del puente de Astiñene se retrasó su puesta en marcha.

## Paradas

### Hacia Morlans Ascensor
- Caserío Parada 70
- Montesol
- San Antonio
- Luis Pradera 9
- Luis Pradera 1
- Alto de Miracruz II 13 14 24 31
- Ulia 13 14 31
- Toki Eder 13 24 31
- Jesuitak 13 24 31
- Mariaren Bihotza 13 24 31 37
- Colón 17 8 17 24 33 40
- Libertad 20 8 9 13 14 29 31 33 36 37 40 42 45
- Urbieta 6 19 21 23 26 28 31 32 36
- Urbieta 38 19 23 31 32
- Centenario 17 23 24 26 32
- Pío XII 17 21 23 24 26 27 28 32 37 43
- Katalina Eleizegi 2 32 23
- Morlans 73
- Morlans 51
- Morlans Ascensor

### Hacia Caserío Parada 70
- Morlans Ascensor
- Morlans 19
- Errondo Morlans 21
- Collado 21 23 24 27 32
- Sancho el Sabio 35 17 21 23 26 27 28 32 37 43
- Pº Bizkaia - Pte Mundaiz 17 27
- Gernikako Arbola 17 27
- Mª Cristina Zubia 17 27 24 37 45 E21 E30
- Libertad 3 31 33
- Pinares Miracruz 14 14 29 31 33 36
- Vasconia 13 14 27 29 31 33 36 37
- Jai Alai 13 14 27 29 33 37
- Reloj 13 14 27
- Intxaurrondo Zaharra 13 14
- Alto de Miracruz 13 14 27
- Caserío Parada
- Caserío Parada 28
- Caserío Parada 70

## Ampliación
Debido a la baja afluencia de viajeros en la línea, la compañía del tranvía de San Sebastián amplió la línea en agosto de 2021, para dar servicio a la zona de Antiguo Intxaurrondo. Calles: Caserío Parada, Juliamanese, el grupo Montesol, San Antonio y Luis pradera; sustituyendo la idea inicial del TB7 o taxibús SAN ANTONIO-MONTESOL, que hubiese realizado el tramo que amplía la línea, saliendo de la calle Colón, 21. Este cambio ha reducido la frecuencia de la línea de 30’ a 60’.